# Jamaica i olympiska sommarspelen 2012
Jamaica deltog vid de olympiska sommarspelen 2012 i London, Storbritannien, som arrangerades mellan den 27 juli och den 12 augusti 2012.

## Medaljörer
| Medalj | Namn | Sport     | Gren                 |
| ------ | --- | --------- | -------------------- |
| Guld   | Shelly-Ann Fraser-Pryce | Friidrott | Damernas 100 m       |
| Guld   | Usain Bolt | Friidrott | Herrarnas 100 m      |
| Guld   | Usain Bolt | Friidrott | Herrarnas 200 m      |
| Guld   | Kemar Bailey-Cole (endast heats) Yohan Blake Usain Bolt (endast final) Nesta Carter Michael Frater                                                                                    | Friidrott | Herrarnas 4x100 m    |
| Silver | Yohan Blake | Friidrott | Herrarnas 100 m      |
| Silver | Shelly-Ann Fraser-Pryce | Friidrott | Damernas 200 m       |
| Silver | Yohan Blake | Friidrott | Herrarnas 200 m      |
| Silver | Schillonie Calvert (endast heats) Veronica Campbell-Brown (endast final) Shelly-Ann Fraser-Pryce (endast final) Samantha Henry-Robinson (endast heats) Sherone Simpson Kerron Stewart | Friidrott | Damernas 4x100 m     |
| Brons  | Dominique Blake Christine Day Shereefa Lloyd Rosemarie Whyte Shericka Williams Novlene Williams-Mills                                                                                 | Friidrott | Damernas 4x400 m     |
| Brons  | Veronica Campbell-Brown | Friidrott | Damernas 100 m       |
| Brons  | Hansle Parchment | Friidrott | Herrarnas 110 m häck |
| Brons  | Warren Weir | Friidrott | Herrarnas 200 m      |
| Brons  | Kaliese Spencer | Friidrott | Damernas 400 m häck  |

## Friidrott
Tre idrottare (eller fler) uppnådde A-standarden
- 100 meter, herrar
- 200 meter, herrar
- 110 meter Häck, herrar
- 400 meter Häck, herrar
- 100 meter, damer
- 200 meter, damer
- 400 meter, damer
- 100 meter Häck, damer
- 400 meter Häck, damer

Två idrottare uppnådde A-standarden
- 400 meter, herrar

En idrottare uppnådde A-standarden
- Längdhopp, herrar
- Tiokamp, herrar
- 800 meter, damer
- 3000 meter Hinder, damer
- Tresteg, damer

En idrottare (eller fler) uppnådde B-standarden
- Diskus, herrar

Förkortningar
- Notera – Placeringar gäller endast den tävlandes eget heat
- Q = Kvalificerade sig till nästa omgång via placering
- q = Kvalificerade sig på tid eller, i fältgrenarna, på placering utan att ha nått kvalgränsen
- NR = Nationellt rekord
- N/A = Omgången inte möjlig i grenen
- Bye = Idrottaren behövde inte delta i omgången

Herrar
Bana och väg
| Idrottare                                                                           | Gren       | Heat     | Heat      | Kvartsfinal | Kvartsfinal | Semifinal        | Semifinal        | Final            | Final            |
| Idrottare                                                                           | Gren       | Resultat | Placering | Resultat    | Placering   | Resultat         | Placering        | Resultat         | Placering        |
| ----------------------------------------------------------------------------------- | ---------- | -------- | --------- | ----------- | ----------- | ---------------- | ---------------- | ---------------- | ---------------- |
| Yohan Blake                                                                         | 100 m      | BYE      | BYE       | 10.00       | 1 Q         | 9.85             | 1 Q              | 9.75             | 2                |
| Usain Bolt                                                                          | 100 m      | BYE      | BYE       | 10.09       | 1 Q         | 9.87             | 1 Q              | 9.63 OR          | 1                |
| Asafa Powell                                                                        | 100 m      | BYE      | BYE       | 10.04       | 1 Q         | 9.94             | 3 q              | 11.99            | 8                |
| Yohan Blake                                                                         | 200 m      | 20.38    | 1 Q       | i.u.        | i.u.        | 20.01            | 1 Q              | 19.44            | 2                |
| Usain Bolt                                                                          | 200 m      | 20.39    | 1 Q       | i.u.        | i.u.        | 20.18            | 1 Q              | 19.32            | 1                |
| Warren Weir                                                                         | 200 m      | 20.29    | 1 Q       | i.u.        | i.u.        | 20.28            | 2 Q              | 19.84            | 3                |
| Dane Hyatt                                                                          | 400 m      | 45.14    | 4 q       | i.u.        | i.u.        | 45.59            | 6                | Gick inte vidare | Gick inte vidare |
| Rusheen McDonald                                                                    | 400 m      | 46.67    | 4         | i.u.        | i.u.        | Gick inte vidare | Gick inte vidare | Gick inte vidare | Gick inte vidare |
| Jermaine Gonzales                                                                   | 400 m      | 46.21    | 6         | i.u.        | i.u.        | Gick inte vidare | Gick inte vidare | Gick inte vidare | Gick inte vidare |
| Hansle Parchment                                                                    | 110 m häck | 13.32    | 2 Q       | i.u.        | i.u.        | 13.14            | 2 Q              | 13.12            | 3                |
| Richard Phillips                                                                    | 110 m häck | 13.47    | 5 q       | i.u.        | i.u.        | DNF              | DNF              | Gick inte vidare | Gick inte vidare |
| Andrew Riley                                                                        | 110 m häck | 13.59    | 5         | i.u.        | i.u.        | Gick inte vidare | Gick inte vidare | Gick inte vidare | Gick inte vidare |
| Leford Green                                                                        | 400 m häck | 49.30    | 2 Q       | i.u.        | i.u.        | 48.61            | 2 Q              | 49.12            | 7                |
| Roxroy Cato                                                                         | 400 m häck | 50.22    | 5         | i.u.        | i.u.        | Gick inte vidare | Gick inte vidare | Gick inte vidare | Gick inte vidare |
| Josef Robertson                                                                     | 400 m häck | 49.98    | 5         | i.u.        | i.u.        | Gick inte vidare | Gick inte vidare | Gick inte vidare | Gick inte vidare |
| Kemar Bailey-Cole Yohan Blake Usain Bolt Nesta Carter Michael Frater                | 4 x 100 m  | 37.39    | 1 Q       | i.u.        | i.u.        | i.u.             | i.u.             | 36.84 VR         | 1                |
| Jermaine Gonzales Riker Hylton Dane Hyatt Rusheen McDonald Errol Nolan Edino Steele | 4 x 400 m  | DNF      | DNF       | i.u.        | i.u.        | i.u.             | i.u.             | Gick inte vidare | Gick inte vidare |

Fältgrenar
| Idrottare     | Gren           | Kval  | Kval      | Final            | Final            |
| Idrottare     | Gren           | Längd | Placering | Längd            | Placering        |
| ------------- | -------------- | ----- | --------- | ---------------- | ---------------- |
| Damar Forbes  | Längdhopp      | 7.79  | 19        | Gick inte vidare | Gick inte vidare |
| Dorian Scott  | Kulstötning    | 20.31 | 11 q      | 20.61            | 10               |
| Jason Morgan  | Diskuskastning | 57.46 | 39        | Gick inte vidare | Gick inte vidare |
| Travis Smikle | Diskuskastning | 61.85 | 20        | Gick inte vidare | Gick inte vidare |

Damer
Bana och väg
| Idrottare | Gren           | Heat     | Heat      | Kvartsfinal | Kvartsfinal | Semifinal        | Semifinal        | Final            | Final            |
| Idrottare | Gren           | Resultat | Placering | Resultat    | Placering   | Resultat         | Placering        | Resultat         | Placering        |
| --- | -------------- | -------- | --------- | ----------- | ----------- | ---------------- | ---------------- | ---------------- | ---------------- |
| Shelly-Ann Fraser-Pryce                                                                                                   | 100 m          | BYE      | BYE       | 11.00       | 1 Q         | 10.85            | 1 Q              | 10.75            | 1                |
| Veronica Campbell-Brown                                                                                                   | 100 m          | BYE      | BYE       | 10.94       | 1 Q         | 10.89            | 2 Q              | 10.81            | 3                |
| Kerron Stewart | 100 m          | BYE      | BYE       | 11.08       | 3 Q         | 11.04            | 4                | Gick inte vidare | Gick inte vidare |
| Shelly-Ann Fraser-Pryce                                                                                                   | 200 m          | 22.71    | 1 Q       | i.u.        | i.u.        | 22.34            | 2 Q              | 22.09            | 2                |
| Sherone Simpson | 200 m          | 22.97    | 3 Q       | i.u.        | i.u.        | 22.71            | 6                | Gick inte vidare | Gick inte vidare |
| Veronica Campbell-Brown                                                                                                   | 200 m          | 22.75    | 3 Q       | i.u.        | i.u.        | 22.32            | 1 Q              | 22.38            | 4                |
| Christine Day | 400 m          | 51.05    | 2 Q       | i.u.        | i.u.        | 51.19            | 4                | Gick inte vidare | Gick inte vidare |
| Novlene Williams-Mills | 400 m          | 50.88    | 1 Q       | i.u.        | i.u.        | 49.91            | 3 q              | 50.11            | 5                |
| Rosemarie Whyte | 400 m          | 50.90    | 2 Q       | i.u.        | i.u.        | 50.98            | 3 q              | 50.79            | 8                |
| Kenia Sinclair | 800 m          | DNS      | DNS       | i.u.        | i.u.        | Gick inte vidare | Gick inte vidare | Gick inte vidare | Gick inte vidare |
| Brigitte Foster-Hylton | 100 m häck     | 13.98    | 6         | i.u.        | i.u.        | Gick inte vidare | Gick inte vidare | Gick inte vidare | Gick inte vidare |
| Latoya Greaves | 100 m häck     | DNS      | DNS       | i.u.        | i.u.        | Gick inte vidare | Gick inte vidare | Gick inte vidare | Gick inte vidare |
| Shermaine Williams | 100 m häck     | 13.07    | 5 q       | i.u.        | i.u.        | 12.83            | 3                | Gick inte vidare | Gick inte vidare |
| Melaine Walker | 400 m häck     | 54.78    | 2 Q       | i.u.        | i.u.        | 55.74            | 4                | Gick inte vidare | Gick inte vidare |
| Kaliese Spencer | 400 m häck     | 54.02    | 2 Q       | i.u.        | i.u.        | 54.20            | 2 Q              | 53.66            | 3                |
| Nickiesha Wilson | 400 m häck     | 55.53    | 2 Q       | i.u.        | i.u.        | 55.77            | 5                | Gick inte vidare | Gick inte vidare |
| Korene Hinds | 3 000 m hinder | 9:37.95  | 10        | i.u.        | i.u.        | i.u.             | i.u.             | Gick inte vidare | Gick inte vidare |
| Schillonie Calvert Veronica Campbell-Brown Shelly-Ann Fraser-Pryce Samantha Henry-Robinson Sherone Simpson Kerron Stewart | 4 x 100 m      | 42.37    | 2 Q       | i.u.        | i.u.        | i.u.             | i.u.             | 41.41 NR         | 2                |
| Christine Day Shereefa Lloyd Rosemarie Whyte Shericka Williams Novlene Williams-Mills                                     | 4 x 400 m      | 3:25.13  | 1 Q       | i.u.        | i.u.        | i.u.             | i.u.             | 3:20.95          | 2                |

Fältgrenar
| Idrottare         | Gren           | Kval  | Kval      | Final            | Final            |
| Idrottare         | Gren           | Längd | Placering | Längd            | Placering        |
| ----------------- | -------------- | ----- | --------- | ---------------- | ---------------- |
| Allison Randall   | Diskuskastning | 58.06 | 29        | Gick inte vidare | Gick inte vidare |
| Trecia Smith      | Tresteg        | 14.31 | 7 q       | 14.35            | 7                |
| Kimberly Williams | Tresteg        | 14.53 | 2 Q       | 14.48            | 6                |

## Ridsport

### Fälttävlan
| Tävlande        | Häst         | Gren        | Dressyr | Dressyr   | Terrängbana | Terrängbana | Hoppning | Hoppning  | Hoppning        | Hoppning        | Totalt | Totalt    |
| Tävlande        | Häst         | Gren        | Dressyr | Dressyr   | Terrängbana | Terrängbana | Kval     | Kval      | Final           | Final           | Totalt | Totalt    |
| Tävlande        | Häst         | Gren        | Straff  | Placering | Straff      | Placering   | Straff   | Placering | Straff          | Placering       | Straff | Placering |
| --------------- | ------------ | ----------- | ------- | --------- | ----------- | ----------- | -------- | --------- | --------------- | --------------- | ------ | --------- |
| Samantha Albert | Carraig Dubh | Individuell | 67,2    | 69        | 54          | 59          | 21       | 51        | ej kvalificerad | ej kvalificerad | 142,2  | 51        |

## Taekwondo
| Idrottare       | Gren             | Åttondelsfinaler       | Kvartsfinaler        | Semifinaer           | Återkval             | Bronsmatch           | Final                | Final            |
| Idrottare       | Gren             | Motståndare Resultat   | Motståndare Resultat | Motståndare Resultat | Motståndare Resultat | Motståndare Resultat | Motståndare Resultat | Placering        |
| --------------- | ---------------- | ---------------------- | -------------------- | -------------------- | -------------------- | -------------------- | -------------------- | ---------------- |
| Kenneth Edwards | Herrarnas +80 kg | Liu Xiaobo (CHN) L 4–6 | Gick inte vidare     | Gick inte vidare     | Gick inte vidare     | Gick inte vidare     | Gick inte vidare     | Gick inte vidare |